# Carignano
Carignano is een gemeente in de Italiaanse provincie Turijn (regio Piëmont) en telt 8777 inwoners (31-12-2004). De oppervlakte bedraagt 50,2 km², de bevolkingsdichtheid is 175 inwoners per km².
De Noord-Franse stad Carignan dat voorheen Yvois heette is genoemd naar Carignano.

## Demografie
Carignano telt ongeveer 3717 huishoudens. Het aantal inwoners steeg in de periode 1991-2001 met 0,0% volgens cijfers uit de tienjaarlijkse volkstelling en van ISTAT.
| Jaar | Inwoneraantal |
| ---- | ------------- |
| 1991 | 8647          |
| 2001 | 8647          |

## Geografie
Carignano grenst aan de volgende gemeenten: Moncalieri, Vinovo, La Loggia, Piobesi Torinese, Villastellone, Castagnole Piemonte, Osasio, Lombriasco en Carmagnola.

## Externe link

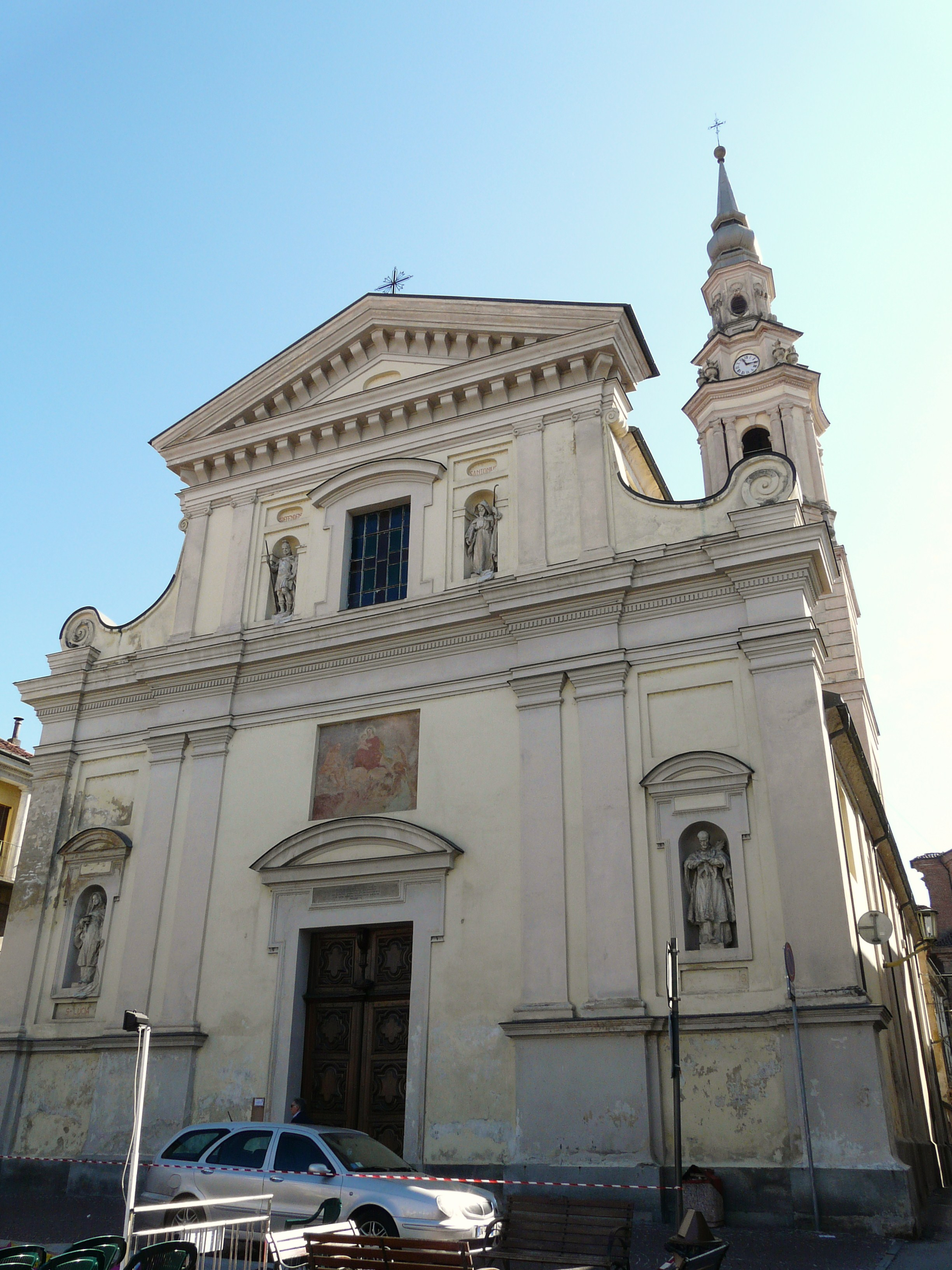
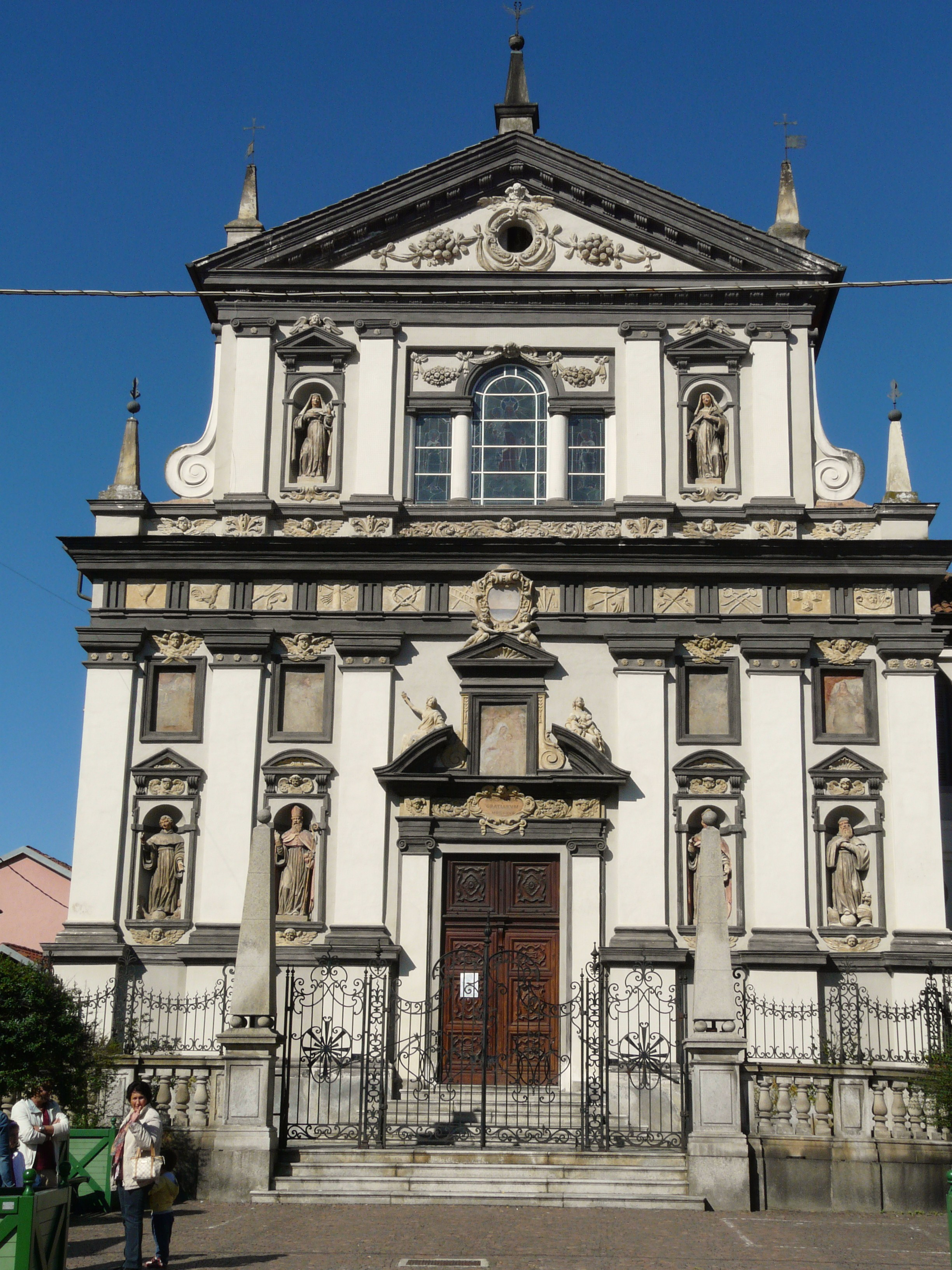
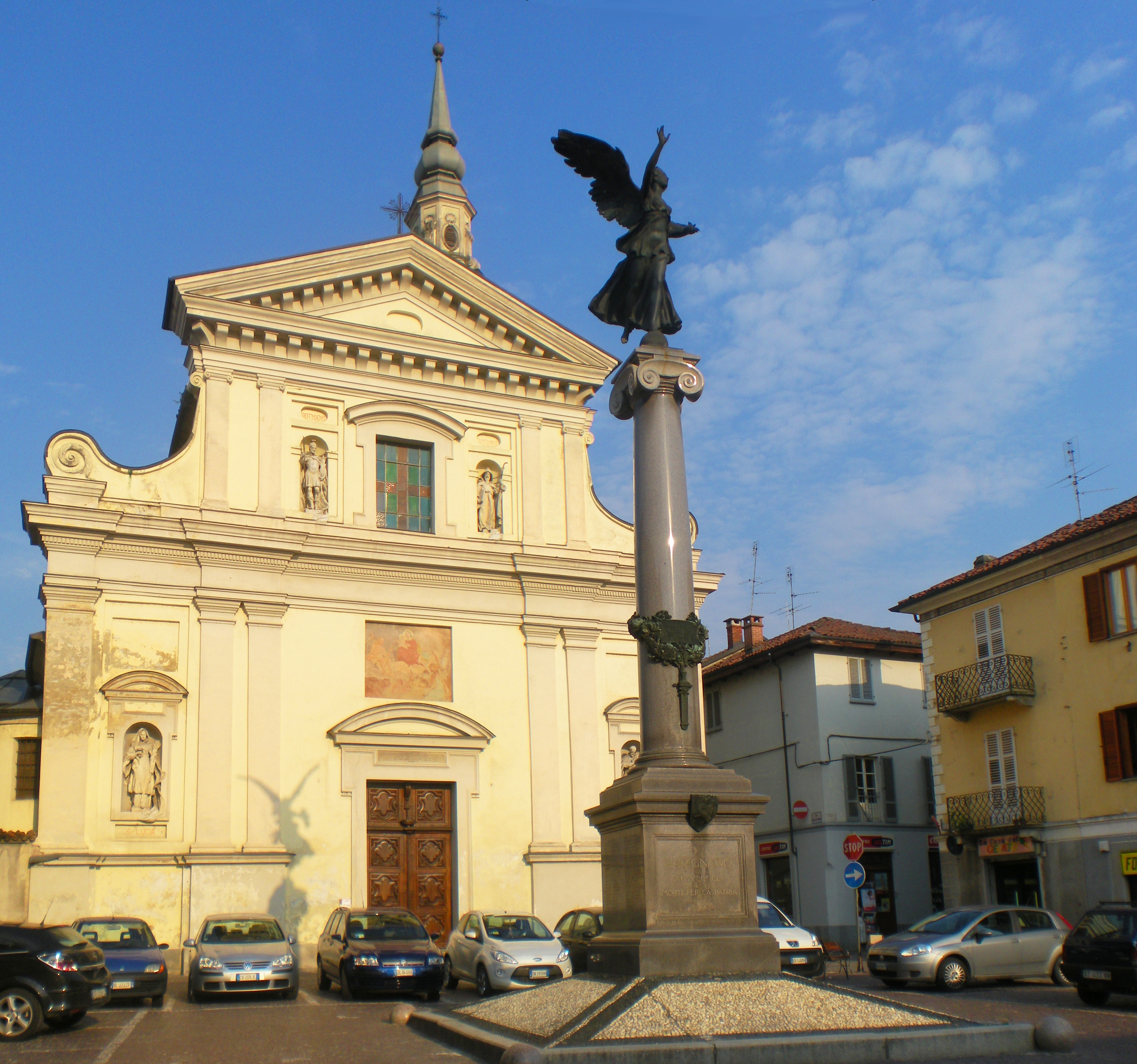
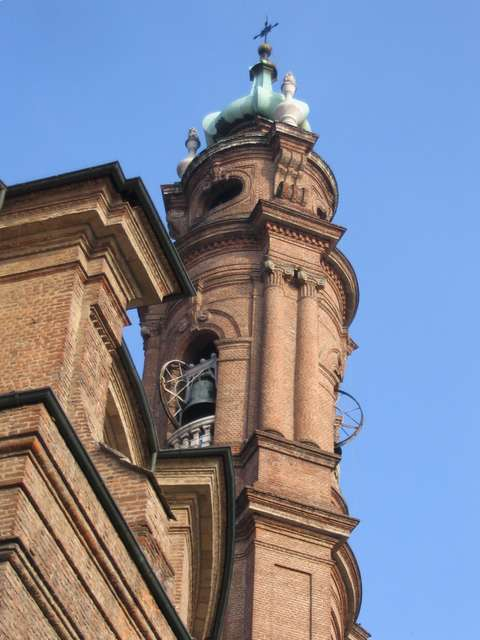
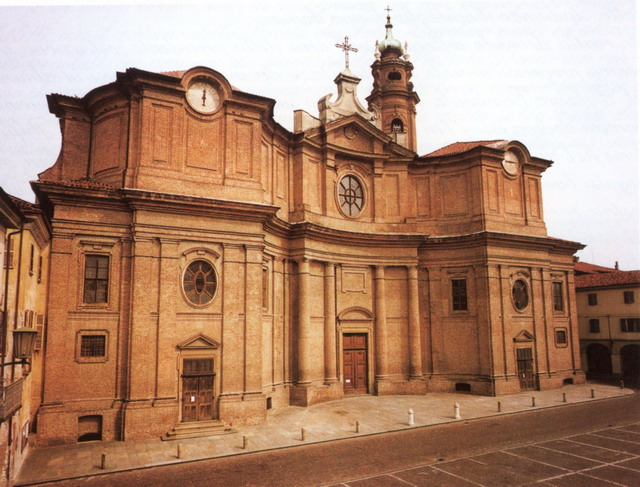
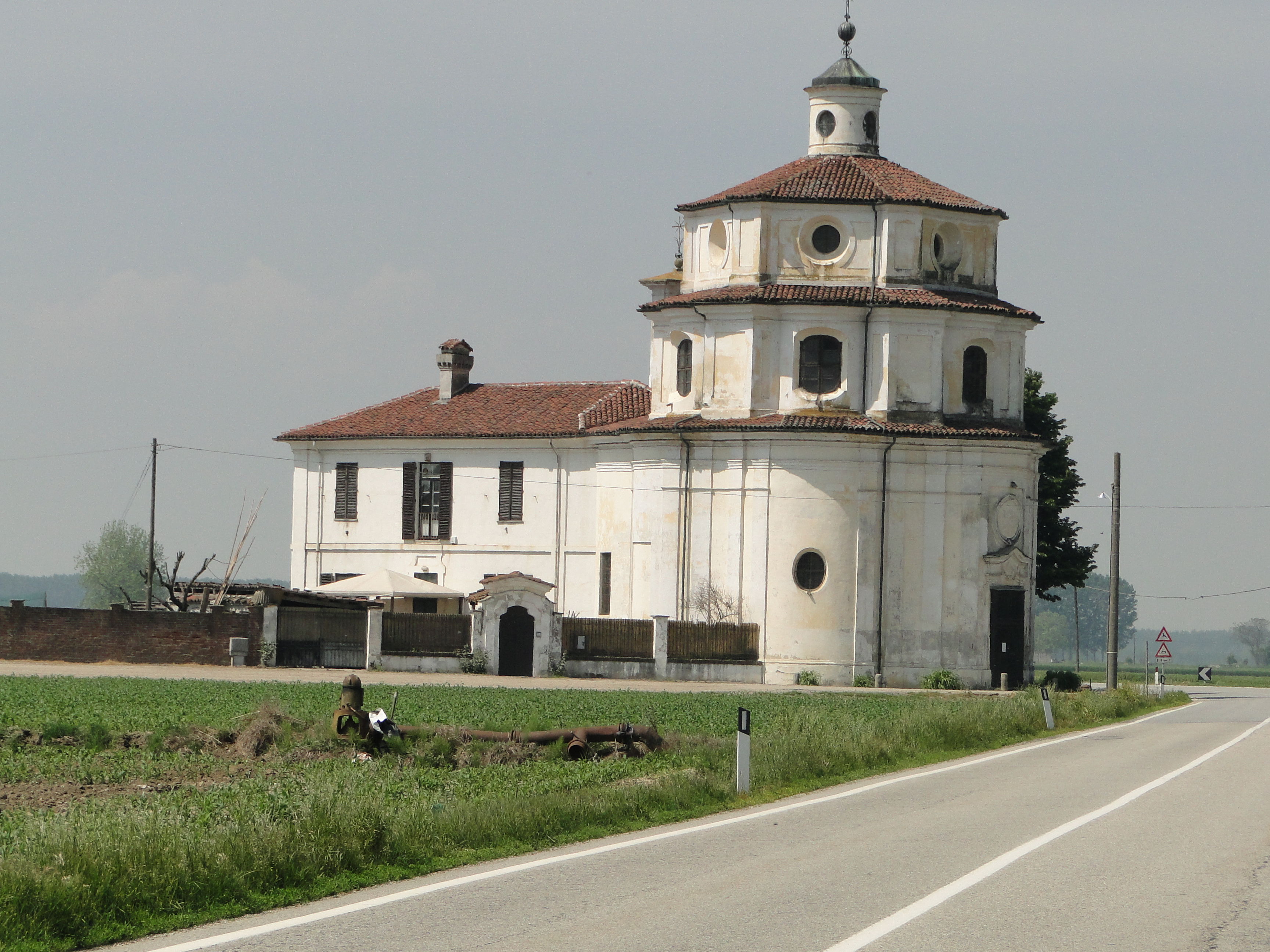